# A casa di Luca
A casa di Luca è un brano musicale interpretato da Silvia Salemi, composto da Giampiero Artegiani con la collaborazione della stessa cantante nella parte testuale.
La canzone venne presentata al Festival di Sanremo 1997, classificandosi al quarto posto ed ottenendo un buon successo, soprattutto radiofonico, oltre che di critica e pubblico. Il singolo raggiunse la posizione 9 della classifica italiana.
Il brano, contenuto nell'album Caotica, è tuttora uno dei più noti della cantautrice.

## Classifiche
| Classifica (1997) | Posizione |
| ----------------- | --------- |
| Italia            | 9         |